# Casa Castelló
La Casa Castelló és un edifici situat al carrer del Gravador Esteve número 12 a la ciutat de València. És obra de l'arquitecte valencià Francisco Javier Goerlich.

## Edifici
L'edifici és un projecte de l'arquitecte Francisco Javier Goerlich realitzat en 1914 per a Manuel Castelló decorat amb motius d'estil neobarroc, i del modernisme valencià.
És una de les primeres obres que realitzarà el prestigiós arquitecte valencià. Es poden apreciar els detalls d'estil modernista valencià en la disposició en forma corba de la part superior dels miradors, en les cuidades i estilitzades reixes típicament modernistes de la planta baixa i de les balconades, en determinada ornamentació de tipus floral i en les vidrieres de la part superior dels finestrals de la segona i tercera altura, amb detalls florals.
En aquest edifici l'arquitecte valencià emprarà un llenguatge modernista molt més contingut que a la propera Casa Barona, executada per ell mateix posteriorment, també l'any 1914.
L'edifici consta de planta baixa i tres altures. Cal destacar els ornaments florals de la porta d'entrada a l'edifici, els miradors de grans dimensions fets de fusta, situats en la part esquerra i dreta de l'edifici i la rematada de l'edifici amb dos òculs amb reixes modernistes a banda i banda de la façana. En la part esquerra del portal de l'edifici apareix en bronze el nom de l'arquitecte, distintiu que solia col·locar en moltes de les construccions que va executar.